# Amegilla violacea
Amegilla violacea är en biart som först beskrevs av Amédée Louis Michel Lepeletier 1841.  Amegilla violacea ingår i släktet Amegilla och familjen långtungebin. Inga underarter finns listade i Catalogue of Life.